# Formación Arena Verde
La Formación Arena Verde o Green Sand es una formación geológica de Cambridge, Inglaterra, formada por sedimentos de mediados del Cretácico, entre el Albiense y el Cenomaniense, hace aproximadamente 112 a 93,5 millones de años. La litología es de caliza, arenisca y conglomerados correspondientes a  paleoambientes terrestres y marinos. Se divide en una parte superior y otra inferior.

## Paleofauna
- Acanthopholis
- Anoplosaurus
- Dinodocus
- Eucercosaurus
- Iguanodon
- Macrurosaurus
- Mantellisaurus
- Pelorosaurus
- Syngonosaurus
- Trachodon

- Datos: Q5863918